# Ora maritima
Ōra marītĭma (en latín, también conocida en castellano como Las costas marítimas) es un importante texto sobre geografía descriptiva de la Hispania prerromana. Fue escrita en verso, en el siglo IV d. C., por el poeta latino Rufo Festo Avieno, y dedicada a su amigo Probo, basándose en textos más antiguos, probablemente del siglo VI a. C.
Esta obra es de gran relevancia por ofrecernos la más antigua información de la península ibérica de un milenio atrás, momento sobre el que se carece de fuentes –información posiblemente obtenida del viaje de un marino de Marsella mil años antes (530 a. C.). Avieno expone, al principio de su narración, que utilizó textos de Hecateo de Mileto, Helánico de Lesbos, Fileo de Atenas, Escílax de Carianda, Pausímaco de Samos, Damastes de Sigeo, Bacoris de Rodas, Euctemón de Atenas, Cleón de Sicilia, Heródoto y Tucídides.
Es la primera vez que se dan tantos datos de Iberia al hablar, tanto de pueblos como de accidentes geográficos, ciudades, divinidades y otros aspectos culturales. Sin embargo, no solo se centra en la Hispania prerromana, también ofrece un recorrido por las costas europeas pasando de la Britania hasta el Ponto Euxino. Sólo se conservan algunos fragmentos de esta obra.
Fue utilizada como fuente de estudio por estudiosos como Adolf Schulten, que empleó esta obra para teorizar acerca de la posible ubicación de Tartessos.